# Говард, Роберт (член парламента)
Сэр Роберт Говард (англ. Robert Howard; 1598—22 апреля 1653) — английский аристократ, младший сын Томаса Говарда, 1-го графа Саффолка. Рыцарь Бани, член парламента ряда созывов, участвовал в гражданской войне на стороне Карла I. Известен в первую очередь в связи с сексуальным скандалом, который фигурирует в литературе как «дело леди Пурбек».